# Bechtelsville
Bechtelsville é um distrito localizado no estado norte-americano de Pensilvânia, no Condado de Berks.

## Demografia
Segundo o censo norte-americano de 2000, a sua população era de 931 habitantes. 
Em 2006, foi estimada uma população de 977, um aumento de 46 (4.9%).

## Geografia
De acordo com o United States Census Bureau tem uma área de 
1,4 km², dos quais 1,4 km² cobertos por terra e 0,0 km² cobertos por água.

## Localidades na vizinhança
O diagrama seguinte representa as localidades num raio de 12 km ao redor de Bechtelsville. 